# La Garde, Var
La Garde este un oraș în Franța, în departamentul Var, în regiunea Provence-Alpi-Coasta de Azur. Face parte din aglomerația orașului Toulon.
La Garde este o comună în departamentul Var din sud-estul Franței. În 2009 avea o populație de 26.064 de locuitori.

## Evoluția populației
| An        | 1975   | 1982   | 1990   | 1999   | 2006   | 2009   |
| --------- | ------ | ------ | ------ | ------ | ------ | ------ |
| Populație | 15.506 | 19.805 | 22.412 | 25.329 | 25.621 | 26.064 |